# Узел подвески вооружения
У́зел подве́ски вооруже́ния (узел внешней подвески, точка подвески) — наименование конструктивного элемента, установленного на крыле, под фюзеляжем или крылом воздушного судна (например самолёта военной авиации) и служащего для крепления пушечного и пулемётного вооружения, авиабомб, торпед, ракетного вооружения и т. п.

Также подвесного оборудования и внешних грузов, например ПТБ.
Термин штатно применяется в истребительной и штурмовой авиации на летательных аппаратах, не оборудованных грузовым отсеком. На больших самолётах, как в документации, так и в разговорной речи используется термин «держатель» (балочный, кассетный или мостовой — БД, КД, МД).

## Конструкция
Универсальные многозамковые балочные держатели (Ту-16 и пр.)
Стандартный балочный держатель НАТО BRU-61/A (рассчитан на двухтысячефунтовую бомбу).